# Dschazira-Eisenbahn
Die Dschazira-Eisenbahn, auch Gezira-Eisenbahn geschrieben, ist ein Eisenbahnnetz in der Dschazira-Ebene im Sudan. Die Bahn war eines der umfangreichsten Feldbahnnetze Afrikas. Sie hat die Spurweite 610 mm.

## Geschichte
Die Dschazira-Eisenbahn gehörte zum 1911 gestarteten Dschazira-Projekt, das der Erhöhung der landwirtschaftlichen Produktion im Bereich der Dschazira-Ebene dient. Die Bahn begann ihren Betrieb im Jahr 1919 mit einem Streckennetz von 20 Kilometer. Im Zuge der Ausweitung des Projekts, unter anderem durch die al-Managil-Erweiterung (1958 bis 1962), vergrößerte sich das Streckennetz auf 1050 Kilometer. Die Bahn leidet sehr unter Unterhalt- und Ersatzteilmangel.

## Güterverkehr
Die Aufgabe der Dschazira-Eisenbahn ist die Versorgung der landwirtschaftlichen Betriebe mit Saatgut, Dünger und anderen Materialien, sowie der Abtransport vor allem der erzeugten Baumwolle, Getreide und Erdnüsse zu den Verarbeitungsbetrieben des Dschazira-Projekts.

## Fahrzeuge
Der Wagenpark besteht vor allem aus Drehgestellflachwagen, die über ein Ladegewicht von 9 Tonnen verfügen. Daneben gibt es aber auch Öltankwagen und Begleitwagen. 2004 betrug der Bestand 1841 Wagen. Diese wurden von 62 Diesellokokomotven gezogen, die in den Jahren 1953, 1975 und 1983 bei Hunslet beschafft worden sind und bis zu 135 PS leisten.